# Coquillettidia hodgkini
Coquillettidia hodgkini är en tvåvingeart som först beskrevs av Robert A.Wharton 1962.  Coquillettidia hodgkini ingår i släktet Coquillettidia och familjen stickmyggor. Inga underarter finns listade i Catalogue of Life.